# Atimastillas flavicollis
Atimastillas flavicollis е вид птица от семейство Pycnonotidae, единствен представител на род Atimastillas.

## Разпространение
Видът е разпространен в Ангола, Бенин, Буркина Фасо, Бурунди, Камерун, Централноафриканската република, Демократична република Конго, Република Конго, Кот д'Ивоар, Етиопия, Габон, Гамбия, Гана, Гвинея, Гвинея-Бисау, Кения, Мали, Нигерия, Руанда, Сенегал, Сиера Леоне, Южен Судан, Судан, Танзания, Того, Уганда и Замбия.